# Oceanische kampioenschappen wielrennen 2018 – Individuele tijdrit mannen junioren
De tiende editie van de individuele tijdrit voor mannen junioren op de Oceanische kampioenschappen wielrennen werd gehouden op 23 maart 2018. De 44 deelnemers moesten een parcours van 26,8 kilometer in en rond Evandale afleggen. De Australiër Luke Plapp volgde zijn landgenoot Sebastian Berwick op als winnaar. De wedstrijd maakte deel uit van de UCI Men Juniors Nations' Cup.

## Uitslag
| Plaats | Naam               | Tijd    |
| ------ | ------------------ | ------- |
| Goud   | Luke Plapp         | 32'52"  |
| Zilver | Finn Fisher-Black  | + 1'35" |
| Brons  | Tyler Lindorff     | + 1'56" |
| 4      | Carter Turnbull    | + 2'02" |
| 5      | Burnie McGrath     | z.t.    |
| 6      | Sam Bascombe       | + 2'09" |
| 7      | Jayden Kuijpers    | + 2'20" |
| 8      | Kieran Scott       | + 2'28" |
| 9      | Rudy Porter        | + 2'42" |
| 10     | Theo Gilbertson    | + 2'46" |
| 11     | Bailey O'Donnell   | z.t.    |
| 12     | Noah Costar        | z.t.    |
| 13     | David Williams     | + 2'50" |
| 14     | Mitchell Wright    | + 2'57" |
| 15     | Elliot Schultz     | + 3'04" |
| 16     | Samuel Cook        | + 3'11" |
| 17     | Madi Hartley-Brown | + 3'12" |
| 18     | Barnaby Clegg-Shaw | + 3'20" |
| 19     | Josh Kench         | + 3'22" |
| 20     | Archie Martin      | + 3'25" |

 Aziatische kampioenschappen (tijdrit · wegwedstrijd) · 
 Afrikaanse kampioenschappen (tijdrit · wegwedstrijd) · 
 Oceanische kampioenschappen (tijdrit · wegwedstrijd) · 
 Gent-Wevelgem/Grote Prijs A. Noyelle-Ieper · 
 Le Pavé de Roubaix · 
 Vredeskoers · 
 Trophée Centre Morbihan · 
 Ronde van Vaud · 
 Trofeo Karlsberg · 
 Grote Prijs Général Patton · 
 Europese kampioenschappen (tijdrit · wegwedstrijd) · 
 Ronde van Abitibi